# Isla Byam Martin
La isla Byam Martin («Byam Martin Island») es una isla deshabitada del Archipiélago ártico canadiense. Administrativamente, la isla pertenece al territorio autónomo de Nunavut.

## Geografía

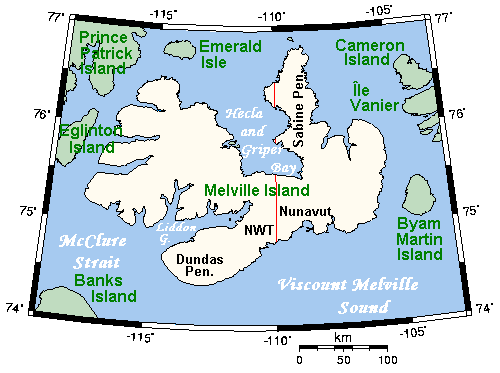
Mapa de Isla Melville, con la Isla Byam Martin al este.

Situada en el borde septentrional de las aguas del Viscount Melville Sound, pertenece al grupo de Islas de la Reina Isabel. Las islas más próximas son: al oeste, Isla Melville, de la que la separan las aguas del canal Byam Martin (27 km de anchura); al este, separadas por el canal de Austin, Isla Bathurst (a 35 km) e isla Alexander (a 42 km); al sur, las aguas abiertas del Viscount Melville Sound.
La isla Byam Martin tiene forma redondeada, algo apuntada hacia el norte, con una longitud en dirección E-W de 48 km y 32 km de anchura. Su superficie es de 1.150 km², que hace que por tamaño, sea la 16.ª isla del archipiélago de las Islas de la Reina Isabel y la (44.ª de Canadá).
El terreno es bastante bajo, con un promedio de 100 m en la mayor parte de la isla, aunque llega a los 153 m en su parte sur. El relieve está muy fracturado por numerosos valles fluviales estacionales.

## Historia
La isla Byam Martin fue descubierta por vez primera por el explorador británico y capitán de la Marina Real Británica, William Edward Parry, en su segunda expedición de 1819-20 al ártico en búsqueda del Paso del Noroeste. Parry, que ya había estado en el ártico con John Ross, logró el mando de una nueva expedición ártica formada por dos barcos, el HMS Hecla, de 375 ton., a su mando, y el HMS Griper, de 180 ton., al mando del teniente Liddon. Partieron de Inglaterra en mayo de 1819 y el 4 de agosto llegaron al Lancaster Sound, que libre de hielo, les permitió avanzar rápidamente hacia el oeste. En esa travesía descubrieron muchas islas totalmente desconocidas en el archipiélago que durante mucho tiempo se llamó archipiélago Parry (y que desde 1953 se llaman Islas de la Reina Isabel), entre ellas isla Byam Martin.
 Lleva el nombre en honor de Sir Thomas Byam Martin, almirante de la Marina Real Británica (1773–1854).